# Ivan Deržič
Ivan Deržič, slovenski politik in publicist, * 19. julij 1885, Veliki Obrež, † 15. junij 1970, Beograd.

## Življenje in delo
Po končani gimnaziji v Mariboru (1905) je kot železničar služboval v Zidanem mostu in od 1919 pri direkciji južnih železnic v Ljubljani. Od ustanovitve narodno-socialnih stanovskih organizacij 1909 je bil med njihovimi vodilnimi člani, najprej v Društvu jugoslovanskih železniških uradnikov. Po koncu 1. svetovne vojne je bil do 1920 prvi predsednik osrednjega odbora obnovljene Zveze jugoslovanskih železničarjev. Sredi 1919 so ga izvolili za načelnika nove Narodne socialistične stranke; na njeni listi je bil izvoljen za poslanca v ustavodajno skupščino SHS in bil njen poslanec do razpusta v decembru 1922. Potem je do upokojitve je deloval v železničarskem združenem gibanju. S članki je sodeloval tudi pri mnogih strankarskih in strokovnih časnikih. 